# The Duelist
The Duelist war eine Zeitschrift, die sich auf das Sammelkartenspiel Magic: The Gathering konzentrierte. Sie wurde von Wizards of the Coast veröffentlicht und war eine beliebte Ressource für Spieler, die sich für dieses Spiel interessierten. Die Zeitschrift bot Spielstrategien, Decklisten, Artikel über das Spiel, exklusive Karten und vieles mehr.

## Geschichte
Die erste Ausgabe von The Duelist erschien 1994 und wurde von Wizards of the Coast herausgegeben. Sie wurde als offizielle Spielerzeitschrift für Magic: The Gathering konzipiert und enthielt eine Vielzahl von Inhalten, die sowohl für Anfänger als auch für erfahrene Spieler relevant waren. Die Zeitschrift wurde monatlich veröffentlicht und erlangte schnell eine treue Leserschaft.
Im Laufe der Jahre entwickelte sich The Duelist zu einer umfassenden Ressource für Magic: The Gathering-Spieler. Neben Spielstrategien und Decklisten enthielt die Zeitschrift auch Artikel über das Spiel, Hintergrundgeschichten zu den Spielkarten, Interviews mit Entwicklern und Künstlern, Turnierberichte und vieles mehr.
Im Jahr 2002 wurde The Duelist eingestellt, und die letzte Ausgabe wurde veröffentlicht. Die Entscheidung zur Einstellung der Zeitschrift wurde von Wizards of the Coast getroffen, da sich die Art und Weise geändert hatte, wie Informationen über Magic: The Gathering online verfügbar waren. Mit der wachsenden Popularität des Internets und der Entstehung von Online-Foren und Websites für Magic: The Gathering-Spieler wurde die Notwendigkeit einer gedruckten Spielerzeitschrift verringert.

## Vermächtnis
Obwohl The Duelist nicht mehr veröffentlicht wird, bleibt es ein Stück Magic: The Gathering-Geschichte. Die Zeitschrift hat einen bleibenden Eindruck bei den Spielern hinterlassen und wird von vielen als ein wichtiger Bestandteil der Magic-Community und -Kultur angesehen.
Viele der Inhalte und Artikel, die in The Duelist veröffentlicht wurden, sind inzwischen online verfügbar und können von Spielern als Referenz und Ressource genutzt werden. Die Zeitschrift wird oft in Sammlungen von Magic: The Gathering-Fans aufbewahrt und geschätzt.

## Auszeichnungen
The Duelist gewann 1994 den Origins Award in der Kategorie Best Professional Gaming Magazine.